# Chavarriella distinguenda
Chavarriella distinguenda là một loài bướm đêm trong họ Geometridae.